# NHK青春メッセージ
NHK青春メッセージ（エヌエイチケイせいしゅんメッセージ）は、毎年1月の成人の日に開催されていた日本放送協会（NHK）主催のアピールコンテストである。東京・渋谷のNHKホールにて開催され、毎年、当日14:00 - 16:00に総合テレビおよびラジオ第1で生放送していた。
本項では、2020年11月29日に放送された『青年の主張2020』についても触れる。

## 概要
前身は1955年度（1956年1月15日開催）から1988年度（1989年1月開催）に行われた『NHK青年の主張全国コンクール』で、当該年度（4月2日〜翌年4月1日）に満20歳（成人式）を迎える視聴者を対象に、毎年あるテーマに沿った“主張”を発表してもらうというもの。
第1回（1955年度）は前年、千代田区内幸町のNHK東京放送会館に隣接して完成した旧・NHKホールで開催され、以後、同ホールのほか東京都内の公会堂などを会場に毎年開催。1973年に現在のNHKホールが開場するとともに、1973年度（第19回、1974年1月15日）より現・NHKホールでの開催となる。
ラジオでは第1回から毎年中継していたが、テレビでの中継が行われるようになったのは1959年度（第5回）からである。
1989年度（1990年1月開催）から表題を『NHK青春メッセージ』として装いを一新。それまで設けていた主張テーマを廃して自由にアピールを発表する事が出来るようになった他、ビデオやカセットテープに収録して応募する事も可能となった。また、年齢制限も緩和され、当該年度に満15〜25歳になる青少年に広く門戸を開放した。

### 地区予選
全国コンクールに出場するためには、まずそれらの書類等の審査を各都道府県単位で実施し、その中から優秀な作品（アピール）を選出して全国各地で行われる地区コンクールを勝ち上がることが条件。1992年度までは、全国47都道府県地区（各都道府県のNHK放送局が主催）による地区大会を行う方式だったが、1993年度からはこれが廃止され、全国8ブロックの地域単位（各基幹放送局が主催）による地区コンクールに変更となった。資格は勤労青年。“不世出の雄弁学生”海部俊樹は第2回大会に応募したものの、早稲田大学在学中だったために、東京地区予選で落とされたという。

### 全国コンクール
毎年成人の日に行われる全国コンクールには各ブロックごとのコンクールを勝ち抜いた1～2人程度ずつ（合計10～12人程度）が出場し、その中から最優秀に当たる青春メッセージ大賞をはじめとした各賞が表彰された。
また、全国コンクールの開催時は、アピールの発表会に加えて特に同年代の支持が高いアーチストによるライブパフォーマンスも行われた。なお、番組の総合司会は原則として、NHKアナウンサーと、その年度の成人式を迎えるタレントが務めていたが、年度によっては新成人でないタレントが務めた例もある（2001年度の氷川きよし、2002年度のタッキー&翼など）。
このコンクールには毎年、当時の皇太子・明仁が来賓として出席していた。
なお、イベントの模様は総合テレビおよびラジオ第1で放送。総合テレビでは当初、公開録画で放送されていたが、1985年度（第32回、1986年）からは生放送となった。また、開催から1カ月後に、総合テレビでそのまま再放送された（主に日曜の夕方の時間帯、末期は平日深夜ミッドナイトチャンネル枠）。

## タイトルの変遷
- 1955年～1989年：『第○回NHK青年の主張全国コンクール』（○には数字が入る。第35回まで）
- 1990年～2004年：『NHK青春メッセージ'XX』（'XXは西暦表示。例：2004年は「'04」。）。

## 出演者
※肩書きなどは当時。

### 青年の主張時代（1955～1988年度）
| 回 | 年度・開催日          | 放送日    | 司会者       | 司会者         | 審査員                             | ゲスト                                       | 備考                     |
| 回 | 年度・開催日          | 放送日    | アナウンサー | 新成人タレント | 審査員                             | ゲスト                                       | 備考                     |
| -- | --------------------- | --------- | ------------ | -------------- | ---------------------------------- | -------------------------------------------- | ------------------------ |
| 25 | 1978年度（1979.1.15） |           | 川上裕之     |                |                                    |                                              |                          |
| 26 | 1979年度（1980.1.15） | 1980.1.19 | 川上裕之     |                | 上田利治、扇谷正造、田中澄江、ほか |                                              |                          |
| 27 | 1980年度（1981.1.15） | 1981.1.31 | 川上裕之     |                | 扇谷正造、田中澄江、ほか           |                                              |                          |
| 28 | 1981年度（1982.1.15） | 1982.1.30 | 川上裕之     |                | 小松左京、扇谷正造、ほか           |                                              |                          |
| 29 | 1982年度（1983.1.15） | 1983.2.6  | 相川浩       |                |                                    |                                              |                          |
| 30 | 1983年度（1984.1.15） | 1984.1.29 | 相川浩       |                |                                    |                                              |                          |
| 31 | 1984年度（1985.1.15） | 1985.2.2  | 相川浩       |                |                                    |                                              |                          |
| 32 | 1985年度（1986.1.15） | 1986.1.15 | 相川浩       | 松本伊代       |                                    | 松本伊代、吉川晃司、五輪真弓                 | この年から生放送となる。 |
| 33 | 1986年度（1987.1.15） | 1987.1.15 | 佐藤充宏     | 石川秀美       |                                    | 少年隊、東京バナナボーイズ、石川秀美、竜童組 |                          |
| 34 | 1987年度（1988.1.15） | 1988.1.15 | 佐藤充宏     | 南野陽子       | 沢口靖子、ほか                     | 南野陽子、桑田靖子、村田和人                 |                          |
| 35 | 1988年度（1989.1.15） | 1989.1.15 | 佐藤充宏     | 浅香唯         |                                    | 小椋佳、ほか                                 |                          |

### 青春メッセージ時代（1989～2003年度）
| 回      | 年度・開催日          | 司会者       | 司会者                        | 審査員 | ライブゲスト                                                                       | 備考                                                                                  |
| 回      | 年度・開催日          | アナウンサー | タレント                      | 審査員 | ライブゲスト                                                                       | 備考                                                                                  |
| ------- | --------------------- | ------------ | ----------------------------- | --- | ---------------------------------------------------------------------------------- | ------------------------------------------------------------------------------------- |
| 36      | 1989年度（1990.1.15） | 宮本隆治     |                               | 大林宣彦、柴門ふみ、ほか                                                                                    | 嘉門達夫（現・嘉門タツオ）、UP-BEAT                                                |                                                                                       |
| 37      | 1990年度（1991.1.15） | 徳田章       | 工藤夕貴 酒井法子             | 大林宣彦、ほか                                                                                              | カブキロックス                                                                     | この年は司会の新成人タレントがダブルキャストとなった。                                |
| 38      | 1991年度（1992.1.15） | 合田敏行     | 石田ひかり                    | 大林宣彦、中嶋悟、柴門ふみ、中條かな子                                                                      | KUSU KUSU、河内家菊水丸、シャ乱Q                                                   |                                                                                       |
| 39      | 1992年度（1993.1.15） | 合田敏行     | 西田ひかる                    | 三宅藤九郎、和泉淳子、和泉元弥、高橋由美子                                                                  | 聖飢魔II、長谷川陽子、高橋由美子                                                   | この年から各都道府県コンクールを廃止し、全国8ブロック予選を経て12名が代表として出場。 |
| 40      | 1993年度（1994.1.15） | 堀尾正明     | 中江有里                      | 森毅、加藤久、荻野アンナ、麻生圭子、羽生善治、松尾武(NHK放送総局長)                                         | T.UTU thb big band、東京パフォーマンスドール、村治佳織                             |                                                                                       |
| 41      | 1994年度（1995.1.15） | 堀尾正明     | 持田真樹                      | | バブルガム・ブラザーズ、Cornelius、貴島サリオ、志茂美都世                          | [ 4 ]                                                                                 |
| 42      | 1995年度（1996.1.15） | 堀尾正明     | 瀬戸朝香                      | 林未歩、養老孟司、荻野アンナ、市川右近、浅利純子、上田洋一(NHK放送総局長)                                   | 木根尚登、浅倉大介、ほか                                                           |                                                                                       |
| 43      | 1996年度（1997.1.15） | 阿部渉       | 一色紗英                      | 川淵三郎、乃南アサ、香山リカ、ドリアン助川(叫ぶ詩人の会)、小山田圭吾(コーネリアス)、上田洋一(NHK放送総局長) | TOKYO No.1 SOUL SET、ディアマンテス、Jamic Spoon、川本真琴、グレートチキンパワーズ |                                                                                       |
| 44      | 1997年度（1998.1.15） | 阿部渉       | 菅野美穂                      | 野田正彰、高橋源一郎、江川紹子、俵万智、仙頭直美、大橋晴夫(NHK放送総局長)                                   | 米良美一、hitomi、ホフディラン                                                     |                                                                                       |
| 45      | 1998年度（1999.1.15） | 阿部渉       | 遠藤久美子                    | ねじめ正一、弘兼憲史、俵万智、沢松奈生子、上田紀行                                                          | Jungle Smile、小松亮太、プロペラ                                                   |                                                                                       |
| 46      | 1999年度（2000.1.10） | 伊藤雄彦     | ともさかりえ                  | ねじめ正一、香山リカ、片山右京、櫻井映子、飯野賢治、伊東律子                                                | 19、rumania montevideo、BLACK BOTTOM BRASS BAND                                    |                                                                                       |
| 47      | 2000年度（2001.1.8）  | 柘植恵水     | DA PUMP                       | | DA PUMP、GO!GO!7188、うたいびとはね                                                |                                                                                       |
| 48      | 2001年度（2002.1.14） | 小野文恵     | 氷川きよし                    | 小出義雄、中村うさぎ、徳山昌守、眞鍋かをり、出田幸彦（NHK番組制作局長）                                     | 氷川きよし、鬼束ちひろ、羽毛田丈史                                                 |                                                                                       |
| 49      | 2002年度（2003.1.13） | 小野文恵     | タッキー&翼(滝沢秀明・今井翼) | 糸井重里、MAYA MAXX、安野モヨコ、平野啓一郎、吉田兄弟、出田幸彦                                             | タッキー&翼、吉田兄弟、キンモクセイ                                                |                                                                                       |
| 50 (終) | 2003年度（2004.1.12） | 高市佳明     | 平山あや                      | 松本零士、石田衣良、MAYA MAXX、照英                                                                         | 一青窈、PE'Z、GOING UNDER GROUND                                                   |                                                                                       |

## 終焉
毎年成人の日の恒例として定着してきた『青年の主張コンクール』『青春メッセージ』だったが、時代とともに転機に入ることになる。
2000年代に入り、成人式での参加態度の悪化が社会問題化するなど、年々若者を取り巻く環境が変化する。さらに『青春〜』に改題してからはアーティストのライブも入ったりするなど、これまでの弁論コンクールとはかけ離れたものになった。
加えて、2002年度からは『青春メッセージ』とほぼ同世代の高校生が出場し、サッカーの高校日本一を決める『全国高校サッカー選手権大会』（日本テレビ、読売テレビほか民間放送43社）の決勝戦が裏番組として、ほぼ同一時間帯で生中継されるようになったことも、イベント（番組）の人気低下に拍車をかけた。
そして、かつては最大5000〜6000人はいた応募者の数も年々減少し、最後の開催になった2003年度には、2000人までに減少した。これまでの弁論大会としての内容も、社会の情報化や、パソコンや携帯電話などの普及などにより、主流が筆や活字からメールに取って代わるなど、趣味が多様化していくとともに、以後年々雑記風になり、弁論大会としての勢いを次第に失っていく。
当時チーフプロデューサーを務めていた亀谷精一は「番組としては、歴史的な役割を終えた」として、2004年に『青年の主張』第1回開催から50周年を迎えるに当たり企画を一新させることとなり、2003年度（2004年1月12日開催）を最後に、50年にわたるアピールコンテストとしての歴史に幕を下ろした。

## 終了後
50周年を迎えた2004年度（2005年1月10日）は、放送時間を14時から20時に移し、引き続きNHKホールにて、ライブパフォーマンスに特化したイベント『ライブジャム2005』が、20:00 - 21:58の時間帯で生放送された。なお、ライブジャムの司会は青春メッセージ最終年から引き続き高市、そしてベッキー、ダイノジが担当した。
なお、翌2005年度（2006年）より成人の日の定例特番を打ち切ったが、2009年度（2010年）の成人の日（1月11日）に、夜19:30 - 20:45の時間帯にて、新成人となる20歳の若者に向けた音楽ドキュメンタリー番組『成人の日特集 みんな、20歳だった。』が放送され、約5年ぶりのNHKの成人の日特番となったが、同番組は生放送ではなかったうえ、いま一つ浸透しなかった。2017年の成人の日（1月9日）にはパンクロックバンドONE OK ROCKメインによる『ONE OK ROCK 18祭（フェス）〜1000人の軌跡 We are〜』が放送され、NHKの成人の日特番が、7年ぶりに復活した。同番組は2016年11月13日に収録されたもので、動画パフォーマンス（今回は18歳限定）など、ほぼ青春メッセージの体裁に近いものとなった。なお、それ以降も『18祭』はWANIMAらがメインを務めており、毎年秋から冬の時期に開催、特番として放送されている。

## 青年の主張2020
上記の『青春の主張→青春メッセージ』の流れを汲む特別番組として、2020年11月29日の 17:00 - 18:00 に総合テレビで放送された。『コロナ禍を生きる若者たちよ 心のマグマを開放せよ!』という題目で若者たちが"魂の叫び"をぶつける内容となっている。
当該番組は、NHKホールでの公開収録や公開生放送を行っていた『青春の主張→青春メッセージ』とは違い、スタジオでの事前収録となっている。出場するのは、高校生ミュージシャンの崎山蒼志をはじめとする15～23歳の若者たち8人である。

### 趣旨
『コロナ禍で苦しむ若者たちを救いたい』という趣旨のもと、NHKウィズコロナ・プロジェクト『みんなでエール』の一環として『Nコン2020 みんなのコンサート』や『高専ロボコン2020』とともに青春応援企画の一つとして企画された。

### 出演者
- 田村淳（ロンドンブーツ1号2号） - 番組MC
- 青山テルマ
- 前田裕二
- 山之内すず